# Naunhof
Naunhof ist eine Stadt im sächsischen Landkreis Leipzig. Sie grenzt an den südöstlichen Stadtrand von Leipzig und bildet zusammen mit den Gemeinden Belgershain und Parthenstein die Verwaltungsgemeinschaft Naunhof.

## Geographie

### Lage
Naunhof liegt 20 km südöstlich von Leipzig in der Leipziger Tieflandsbucht und wird zu 75 Prozent von Wald umschlossen. Durch Naunhof fließt die Parthe. Die Stadt ist für ihre Badeseen (ehemalige Kiesgruben) bekannt. So gibt es den Naunhofer See (nach dem Flurstück „Die Grille“ auch Grillensee genannt), den Ammelshainer See (auch bekannt als Moritzsee – dieser Name rührt vom ehemaligen Moritztümpel her, der sich am Ort der späteren Kiesgrube befand) und weiter westlich den Albrechtshainer See.

### Stadtgliederung
Zur Stadt Naunhof gehören folgende Ortsteile:
- Albrechtshain
- Ammelshain
- Eicha
- Erdmannshain
- Fuchshain
- Lindhardt

## Geschichte
Die der damaligen Gau Chutizi zugehörigen Region um Naunhof wurde vermutlich ab Mitte des 12. Jahrhunderts dauerhaft besiedelt., Zu Beginn des 13. Jahrhunderts wurde auf dem Gebiet der heutigen Stadt an einem Parthe-Übergang durch die Wettiner entlang der Handels- und Verkehrswege zwischen Leipzig und den südöstlich davon gelegenen markgräflichen meißnischen Regionen und Städten eine Wasserburg errichtet. Diese zunächst als nova curia („Neuer Hof“) benannte Befestigungsanlage diente als Verwaltungsmittelpunkt einer Vogtei und wurde im Dreißigjährigen Krieg weitestgehend zerstört. Die erste gesicherte erste urkundliche Erwähnung des Ortes erfolgte 1223. Rund um die Burg entstand in den folgenden Jahrzehnten eine größere feste Siedlung, zudem wurde in dieser Zeit eine Kirche errichtet. Die Burg selbst verlor ab Ende des 14. Jahrhunderts für die Wettiner an Bedeutung 1555 war das Schloß genannte Gebäude bereits weitestgehend zugewachsen. Nach der Aufgabe des Dorfs Clade südöstlich von Naunhof zu gleicher Zeit, führte der Handelsweg zwischen Leipzig und Grimma durch den Ort, ab dem beginnenden 16. Jahrhundert ist ein durch Naunhof führender befestigter Steinweg nachweisbar. Kurz danach wurden im Ort ein Rathaus und eine Brauerei errichtet Mitte des Jahrhunderts wurden Ausgaben für ein Schulgebäude, ein Spital und eine Badestube angeführt. Eine Wassermühle, die sogenannte Schlossmühle an der angestauten Parthe, war schon im 14. Jahrhundert erbaut worden. Die 1515 neu errichtete Mühle ist das älteste erhaltene Gebäude in Naunhof.
1421 wurde erstmals ein Gemeindevorsteher („proconsul“) erwähnt, ein Gemeinderat 1508. Fünf Jahre später wurde zum ersten Mal ein Bürgermeister namentlich genannt. 1421 waren 41 steuerpflichtige Haushalte in Naunhof verzeichnet, 1510 bereits 57. Die Einwohner waren zumeist in der Landwirtschaft tätig. Obwohl der Ort mehrmals in dieser Zeit als „Städtchen“ bezeichnet wurde und Braurecht hatte, hatte Naunhof zu dem Zeitpunkt eher dörflichen Charakter.
1292 und 1373  wurde der Ort noch Nuwenhof genannt, 1535 Nawenhoff. 1550 richtete der sächsische Kurfürst Moritz eine reitende Post zwischen Dresden/Meißen und Leipzig ein, deren Wegstrecke durch Naunhof verlief. Einhergehend mit dem Recht Naunhofs, bereits seit dem 15. Jahrhundert Wegezoll einzustreichen, wuchs die Bedeutung der Gemeinde. 1557 verkaufte der sächsische Kurfürst August Naunhof mit allen Lehen an den Rat und Amtshauptmann von Grimma und Leipzig Hans von Ponickau. Die Frondienste der Einwohner sowie die Gerichtsbarkeit gingen nun bis Mitte des 19. Jahrhunderts vom Landesherrn auf das Amt Pomßen über. Unter der neuen Herrschaft entstanden anschließend entlang der Hauptstraße (Ober- und Untergasse) neue Nebenstraßen und 29 Häuser.
1679 erhielt Naunhof durch die Stadt Leipzig das Privileg, zwei Mal im Jahr Märkte abhalten zu dürfen, ab 1832 drei. 1729 verzeichnete Naunhof 114 Häuser, drei Wüstungen und 500 Einwohner. Am 28. Februar 1734 wurden durch einen Brand das aus dem 17. Jahrhundert stammende Rathaus, die örtliche Schmiede sowie 23 Wohnhäuser zerstört.  1738/39 wurde an gleicher Stelle, der Westseite des Marktes, ein neues zweistöckiges Rathaus erbaut. Der 1734 ins Amt gekommene und aus dem vogtländischen Schwarzbach stammende Pfarrer Christoph Gottfried Ungibauer führte 1740 in der Stadt und in der Region den Kartoffelanbau ein. 1775 ist das erste örtliche Spritzenhaus neben dem Rathaus nachweisbar, das der Aufbewahrung von Feuerlöschgeräten diente.  Im Jahr 1806 waren im Ort 600 Einwohner verzeichnet, darunter 61 Handwerksmeister. Ein Jahr später begannen in Naunhof m Rahmen der Befreiungskriege wechselnde Einquartierungen und Truppendurchzüge. Im Oktober 1813 wurde Naunhof von den französischen Truppen Napoleons im Umfeld der Völkerschlacht besetzt, ein Zehntel der etwa 1.000 Einwohner starb an Infektionskrankheiten.
1830 wurde in Naunhof eine örtliche Kommunalgarde gegründet, 1857 wurde ein neues und größeres Gebäude an Stelle des alten Rathauses erbaut. Hier fand auch die kurz zuvor gegründete Stadtsparkasse ihren Sitz, durch die der Rathausbau mitfinanziert wurde. Das örtliche Kreditinstitut wurde in der Folgezeit mehrmals erweitert und ausgebaut.  In den 1840er Jahren wurden in Naunhof die ersten Vereine gegründet. Jahr 1866 wurde der Ort an die neu eröffnete Eisenbahnlinie zwischen Leipzig und Grimma angebunden. 1875 hatte Naunhof 1.371 Einwohner, die Wasserversorgung erfolgte zu diesem Zeitpunkt noch über einen zentral gelegenen Brunnen auf dem Markt. 1887 bzw. 1895 wurden in Naunhof zwei Wasserwerke errichtet, um die Versorgung Leipzigs mit Grundwasservorräten zu gewährleisten. In der Folgezeit siedelten sich auch Fabriken in Naunhof an, so z. B. die Spinnerei Wagner & Söhne 1887. 1873 wurde die Freiwillige Feuerwehr Naunhof gegründet, zentrale Anlaufstelle war das 1860 neu errichtete Spritzenhaus in der Ungibauerstraße. Eine wichtige Einnahmequelle des Ortes bildete weiterhin bis zu Beginn des 20. Jahrhunderts die sogenannte Brau-Commun. So besaßen um 1850 etwa 40 Güter und Häuser der Stadt das Recht, ganzjährig Bier zu brauen und auszuschenken. Daneben gab es zu dieser Zeit noch zwei reine Schankstätten bzw. Gasthöfe.
1891 wurde das 1857 errichtete Rathaus größtenteils abgebrochen und neu erbaut, im Jahr 1919 erweitert. 1889 gründete sich im Ort der Verein Elisabethstift, der sieben Jahre später eine Kleinkinderbewahranstalt eröffnete. Ab den 1880er Jahren erarbeitete sich Naunhof einen Ruf als Sommerfrische. Neben saisonalen Sommergästen ließen sich immer mehr Großstädter dauerhaft im Ort nieder. Allein zwischen 1884 und 1891 entstanden in Naunhof 57 neue Wohngebäude und Villen. Dazu wurden zahlreiche Erweiterungen und Umbauten an vorhandenen Häusern vorgenommen. Innerhalb weniger Jahre hatte sich die Anzahl der Gebäude in Naunhof nahezu verdoppelt, die Stadt verzeichnete zu dieser Zeit 2.992 Einwohner in 399 Häusern. 1903 wurde die städtische Gasanstalt eingeweiht, damit wurde die Gasbeleuchtung in Naunhof eingeführt. In den folgenden Jahrzehnten vergrößerte sich der Ort stetig, 1933 lebten 4.408 Einwohner im Ort. 1925 gründete sich die Ortsgruppe der NSDAP in Naunhof. Ab 1928 wurde der am ehemaligen Schloss gelegene Hügel abgetragen und der erste Sportplatz in der Gemeinde errichtet. 1934, im Jahr des 50-jährigen Jubiläums des örtlichen Turnvereins TSV Naunhof 1884, wurde das Naunhofer Waldbad eingeweiht.
Im Februar 1942 wurde durch Bombenangriffe ein Großteil der Bauten am Schützenplatz zerstört. Nach Ende des Zweiten Weltkrieges trennte sich 1945 die Sparkasse von der Stadt und wurde Filiale der Kreissparkasse Grimma (von 1981 bis 1990 war auch die örtliche Bank für Handwerk und Gewerbe (Genossenschaftsbank) Naunhof dem Kreditinstitut angegliedert). Im gleichen Jahr gingen die örtlichen Sportvereine in die von pelzgewerblichen Unternehmen getragene BSG Fortschritt Naunhof über, 1952 übernahm die Reichsbahndirektion Halle die Trägerschaft unter der Bezeichnung BSG Lokomotive Naunhof.
In der DDR befanden sich mehrere volkseigene Betriebe mit Haupt- oder Nebensitz in Naunhof, so z. B. ein Werk der Leipziger Baumwollspinnerei (ab 1951 als ein Rechtsnachfolger der Spinnerei Wagner & Söhne) oder Produktionsstätten des VEB Sachsenpelz.
Am 21. Dezember 1990 wurde das alte Rathaus durch einen Brand weitestgehend zerstört, 1995 der noch heute genutzte Neubau eingeweiht.
Historische Bilder

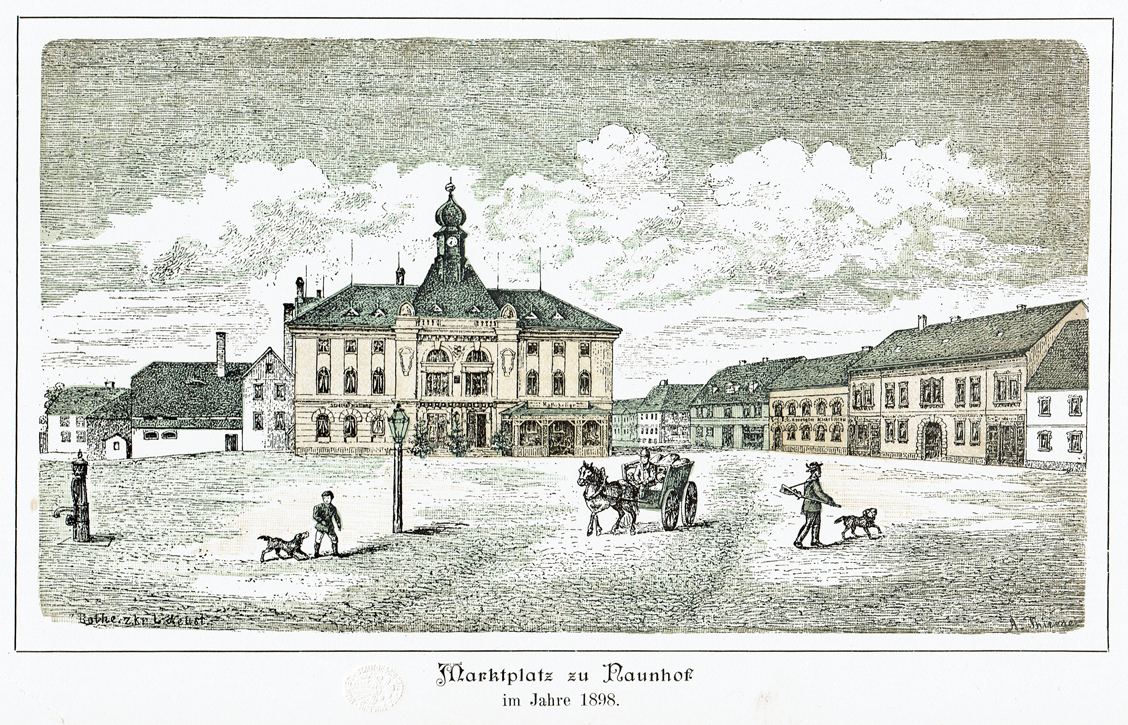
Marktplatz mit Rathaus von Naunhof, 1898
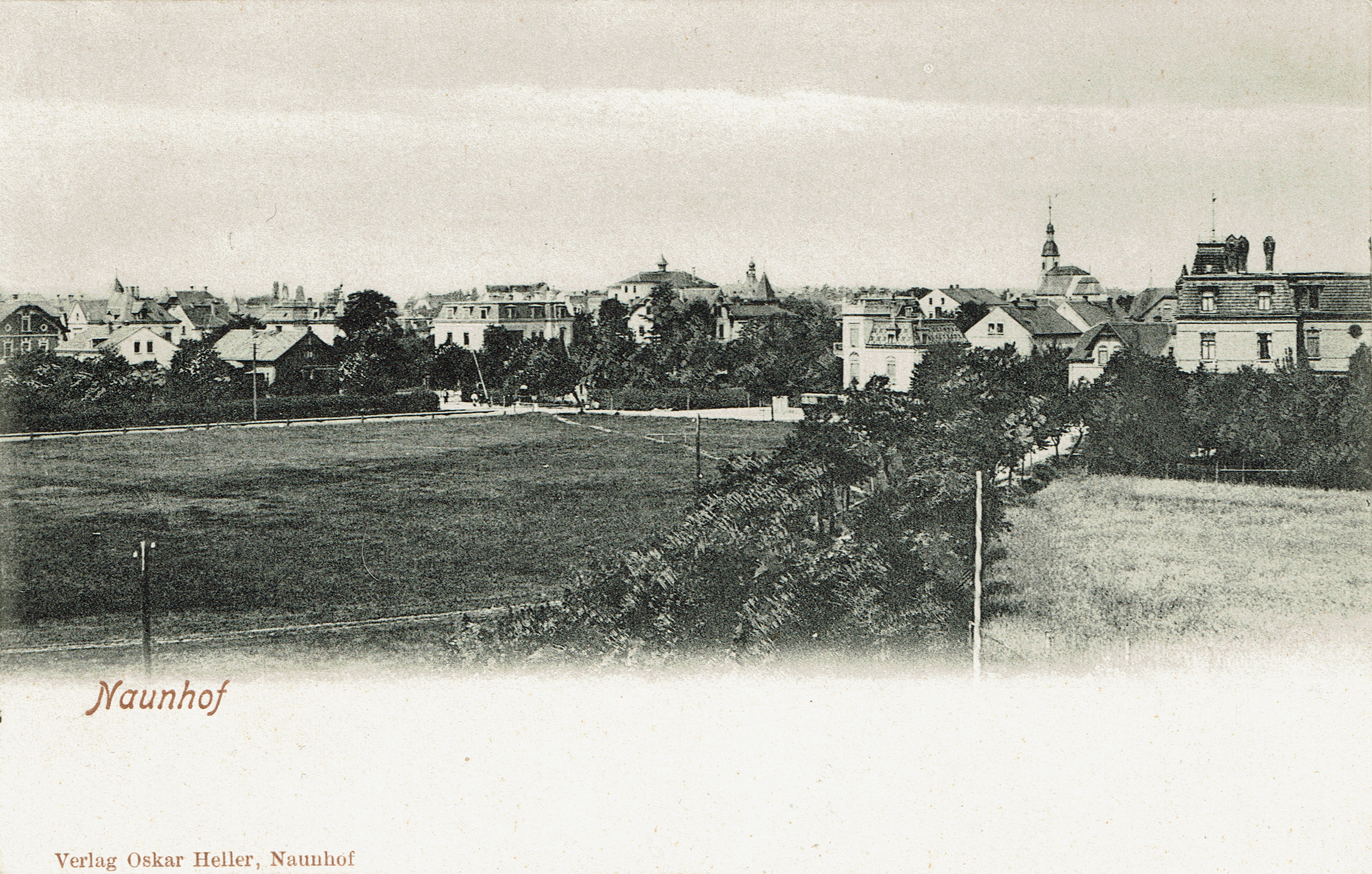
Naunhof, um 1908
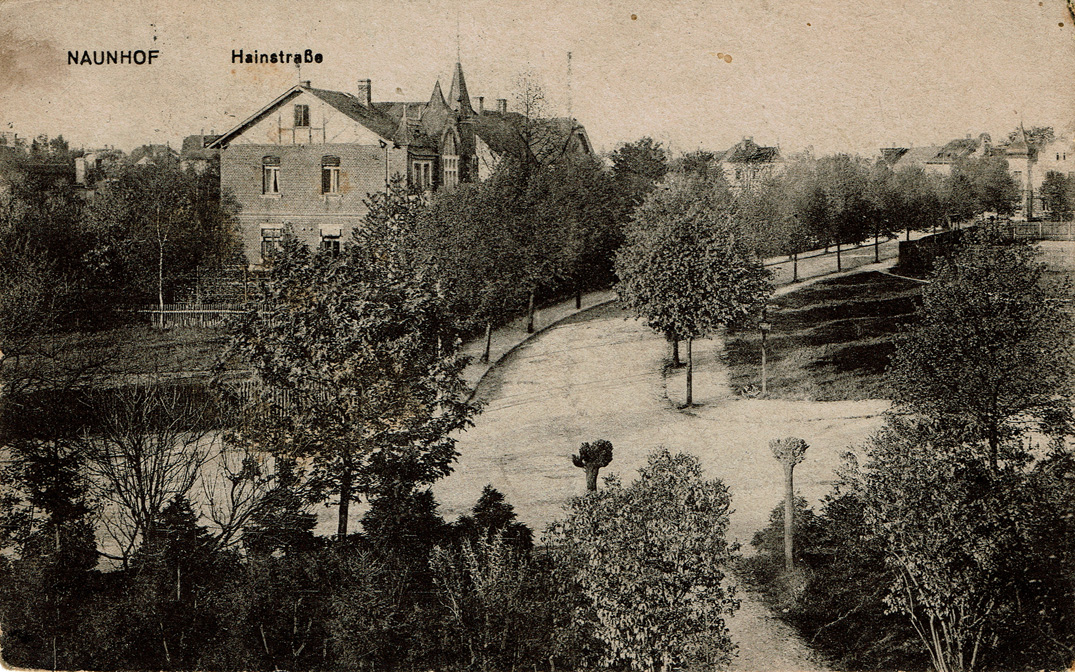
Hainstraße in Naunhof, um 1908
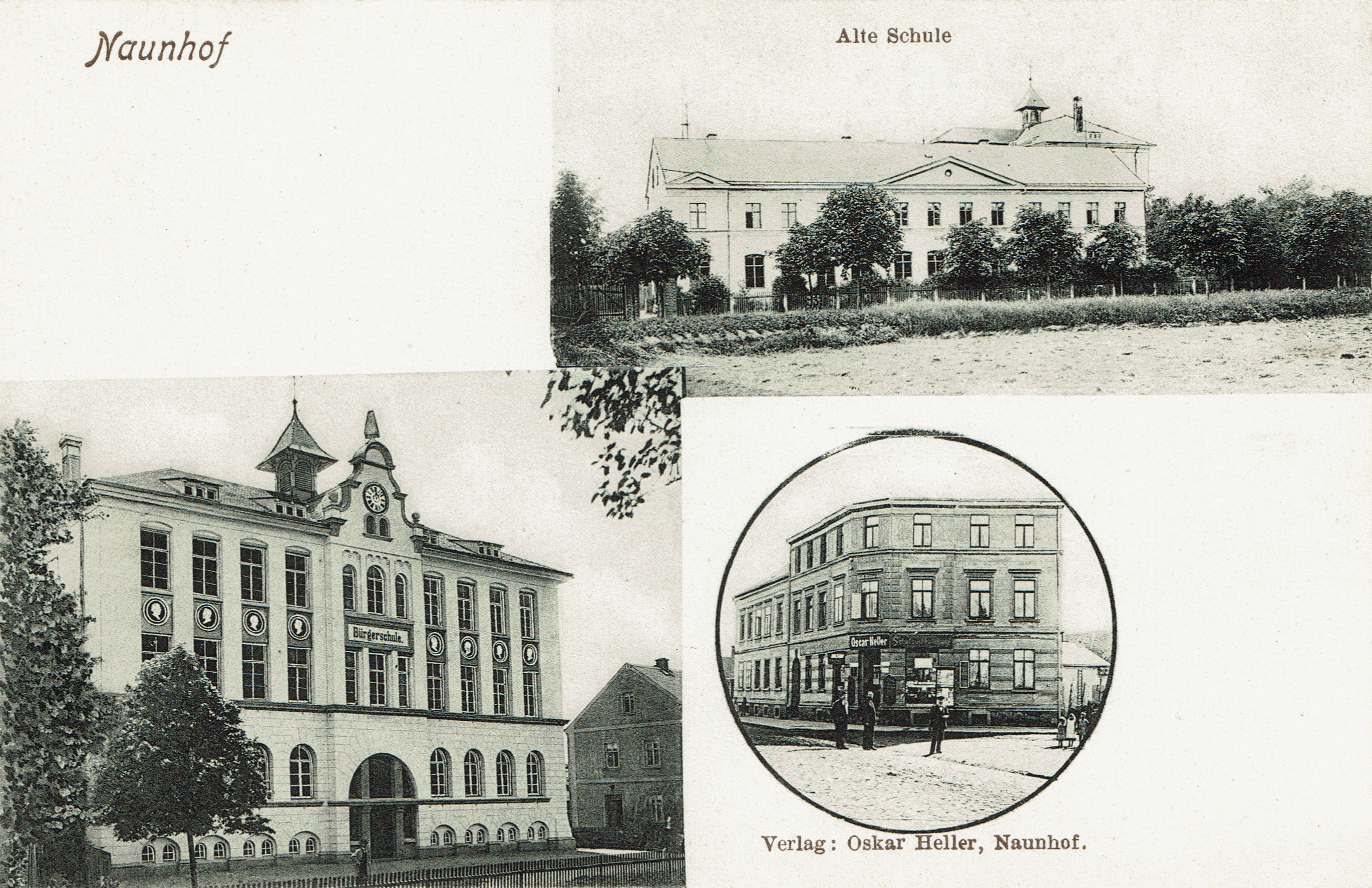
Postkarte, um 1910

Aktuelle Bilder

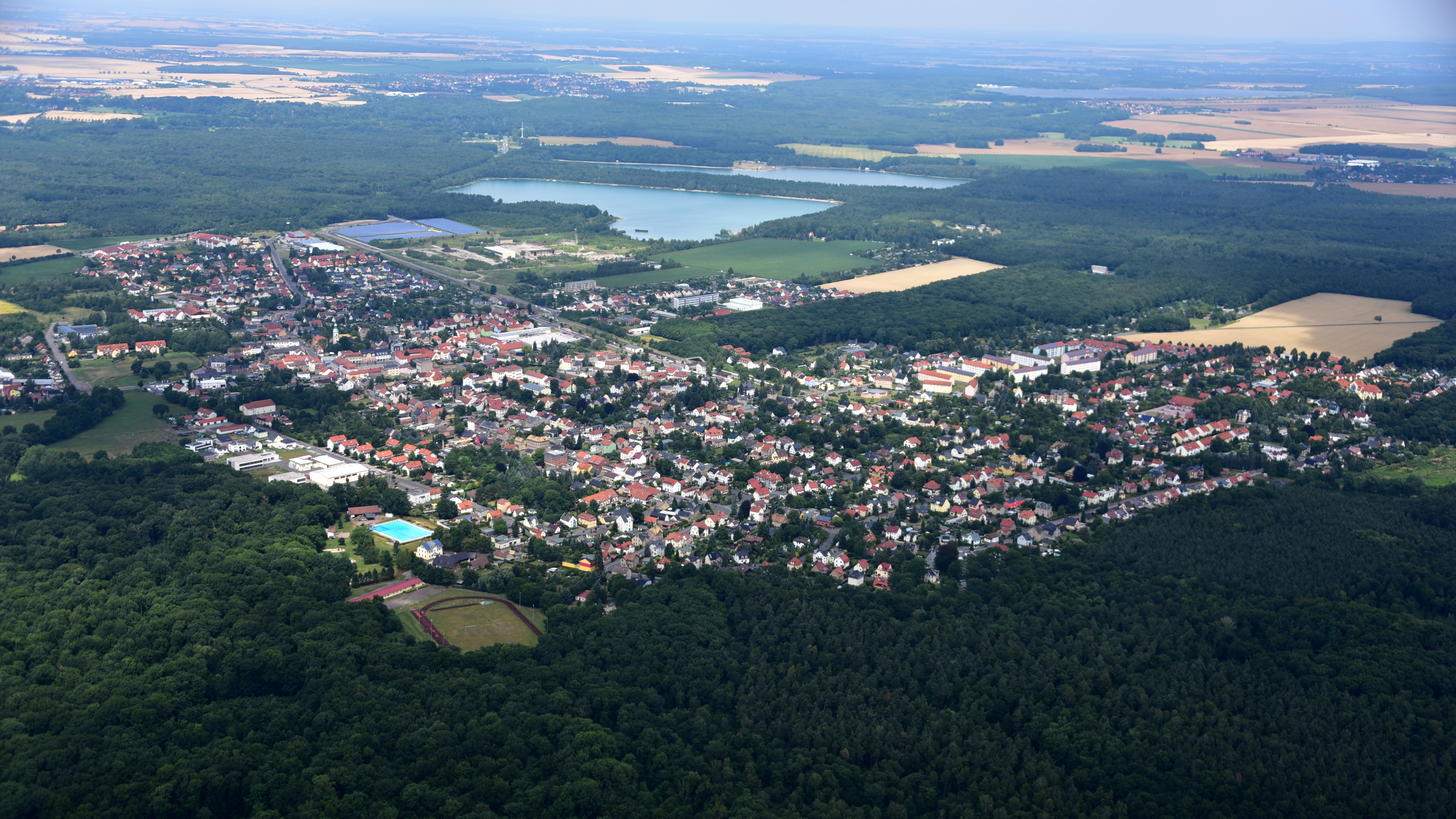
Naunhof, Luftaufnahme (2017)
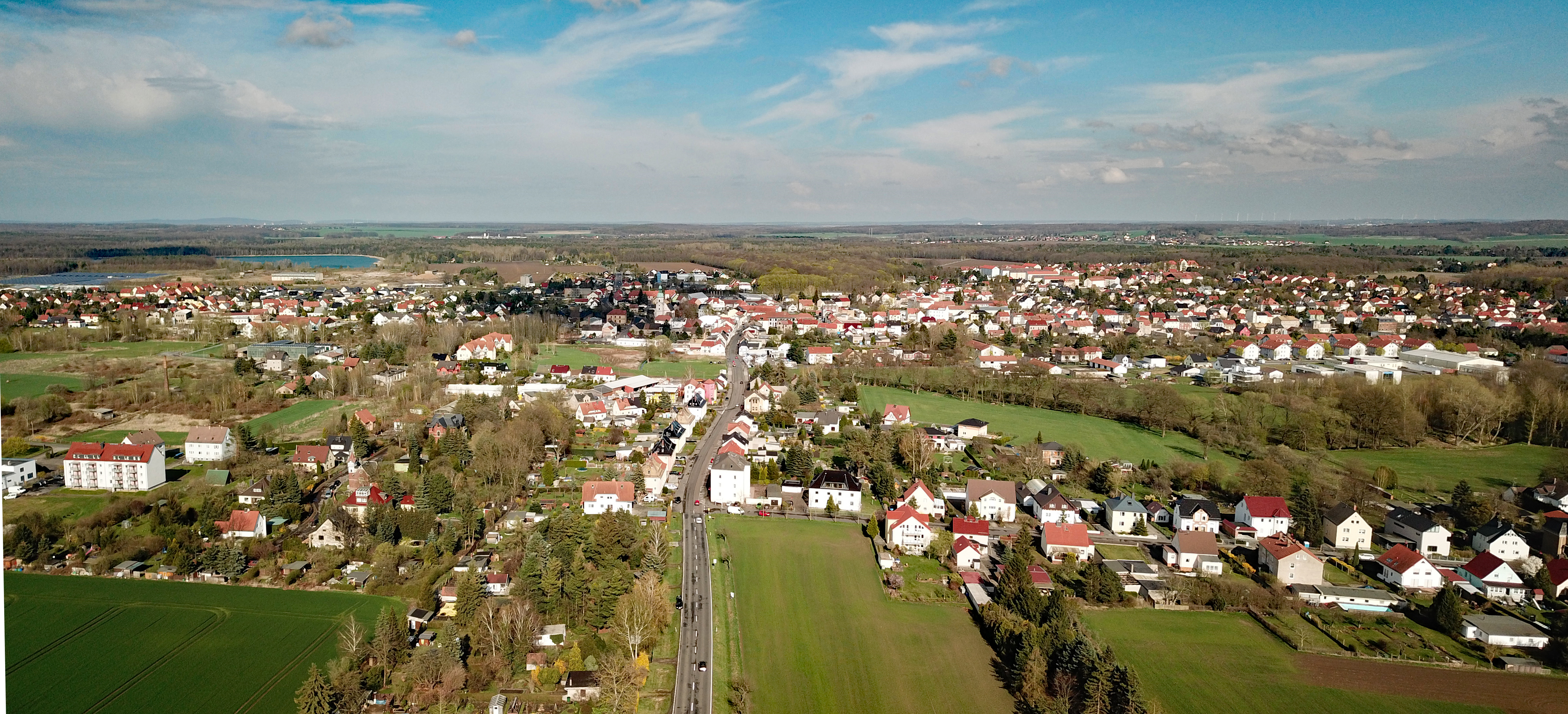
Naunhof aus der Luft (Blick Richtung Osten)

Eingemeindungen
| Ehemalige Gemeinde                                   | Datum      |
| ---------------------------------------------------- | ---------- |
| Albrechtshain                                        | 01.07.1993 |
| Ammelshain                                           | 01.01.1994 |
| Eicha (Mergenhain), Eingemeindung nach Albrechtshain | 01.07.1948 |
| Erdmannshain                                         | 01.07.1950 |
| Fuchshain                                            | 01.01.1999 |
| Lindhardt                                            | 01.04.1936 |

## Bevölkerung
| Jahr | Einwohner |
| ---- | --------- |
| 2002 | 8.854     |
| 2005 | 8.718     |
| 2010 | 8.531     |
| 2015 | 8.618     |

| Jahr | Einwohner |
| ---- | --------- |
| 2020 | 8.721     |
| 2021 | 8.735     |
| 2022 | 8.839     |

Stand: 31. Dezember des jeweiligen Jahres (Angaben des Statistischen Landesamtes Sachsen)

## Politik

### Stadtrat
Die Kommunalwahl am 9. Juni 2024 führte zu folgendem Ergebnis:
| Stadtrat ab 2024Insgesamt 16 Sitze - BSW: 2 - Grüne: 1 - WV A: 1 - FW F: 1 - BL: 4 - FDP: 1 - CDU: 2 - AfD: 4 | Wahlvorschlag                       | 2024    | 2024   | 2019   | 2019   | 2014   | 2014   |
| Stadtrat ab 2024Insgesamt 16 Sitze - BSW: 2 - Grüne: 1 - WV A: 1 - FW F: 1 - BL: 4 - FDP: 1 - CDU: 2 - AfD: 4 | Wahlvorschlag                       | in %    | Sitze  | in %   | Sitze  | in %   | Sitze  |
| Stadtrat ab 2024Insgesamt 16 Sitze - BSW: 2 - Grüne: 1 - WV A: 1 - FW F: 1 - BL: 4 - FDP: 1 - CDU: 2 - AfD: 4 | Bürgerliste                         | 025,4 % | 4      | –      | –      | –      | –      |
| Stadtrat ab 2024Insgesamt 16 Sitze - BSW: 2 - Grüne: 1 - WV A: 1 - FW F: 1 - BL: 4 - FDP: 1 - CDU: 2 - AfD: 4 | AfD                                 | 021,1 % | 4      | 15,8 % | 3      | –      | –      |
| Stadtrat ab 2024Insgesamt 16 Sitze - BSW: 2 - Grüne: 1 - WV A: 1 - FW F: 1 - BL: 4 - FDP: 1 - CDU: 2 - AfD: 4 | CDU                                 | 013,0 % | 2      | 13,6 % | 2      | 23,8 % | 4      |
| Stadtrat ab 2024Insgesamt 16 Sitze - BSW: 2 - Grüne: 1 - WV A: 1 - FW F: 1 - BL: 4 - FDP: 1 - CDU: 2 - AfD: 4 | BSW                                 | 010,9 % | 2      | –      | –      | –      | –      |
| Stadtrat ab 2024Insgesamt 16 Sitze - BSW: 2 - Grüne: 1 - WV A: 1 - FW F: 1 - BL: 4 - FDP: 1 - CDU: 2 - AfD: 4 | Freie Wählervereinigung Fuchshain   | 08,9 %  | 1      | 11,9 % | 2      | 05,1 % | 1      |
| Stadtrat ab 2024Insgesamt 16 Sitze - BSW: 2 - Grüne: 1 - WV A: 1 - FW F: 1 - BL: 4 - FDP: 1 - CDU: 2 - AfD: 4 | Bündnis 90/Die Grünen               | 06,4 %  | 1      | 07,7 % | 1      | –      | –      |
| Stadtrat ab 2024Insgesamt 16 Sitze - BSW: 2 - Grüne: 1 - WV A: 1 - FW F: 1 - BL: 4 - FDP: 1 - CDU: 2 - AfD: 4 | Wählervereinigung Ammelshain        | 05,2 %  | 1      | 05,8 % | 1      | 07,3 % | 1      |
| Stadtrat ab 2024Insgesamt 16 Sitze - BSW: 2 - Grüne: 1 - WV A: 1 - FW F: 1 - BL: 4 - FDP: 1 - CDU: 2 - AfD: 4 | FDP                                 | 04,2 %  | 1      | 06,9 % | 1      | 05,4 % | 1      |
| Stadtrat ab 2024Insgesamt 16 Sitze - BSW: 2 - Grüne: 1 - WV A: 1 - FW F: 1 - BL: 4 - FDP: 1 - CDU: 2 - AfD: 4 | SPD                                 | 02,9 %  | –      | –      | –      | 02,7 % | –      |
| Stadtrat ab 2024Insgesamt 16 Sitze - BSW: 2 - Grüne: 1 - WV A: 1 - FW F: 1 - BL: 4 - FDP: 1 - CDU: 2 - AfD: 4 | Freie Sachsen                       | 02,1 %  | –      | –      | –      | –      | –      |
| Stadtrat ab 2024Insgesamt 16 Sitze - BSW: 2 - Grüne: 1 - WV A: 1 - FW F: 1 - BL: 4 - FDP: 1 - CDU: 2 - AfD: 4 | Die Linke                           | –       | –      | 13,6 % | 2      | 13,3 % | 2      |
| Stadtrat ab 2024Insgesamt 16 Sitze - BSW: 2 - Grüne: 1 - WV A: 1 - FW F: 1 - BL: 4 - FDP: 1 - CDU: 2 - AfD: 4 | Bürgerinitiative Naunhof (BiN)      | –       | –      | 11,7 % | 2      | 18,5 % | 3      |
| Stadtrat ab 2024Insgesamt 16 Sitze - BSW: 2 - Grüne: 1 - WV A: 1 - FW F: 1 - BL: 4 - FDP: 1 - CDU: 2 - AfD: 4 | Unabhängige Wählervereinigung (UWV) | –       | –      | 10,5 % | 2      | 20,5 % | 4      |
| Stadtrat ab 2024Insgesamt 16 Sitze - BSW: 2 - Grüne: 1 - WV A: 1 - FW F: 1 - BL: 4 - FDP: 1 - CDU: 2 - AfD: 4 | Wählergemeinschaft Ammelshain       | –       | –      | 02,5 % | –      | 03,5 % | –      |
| Stadtrat ab 2024Insgesamt 16 Sitze - BSW: 2 - Grüne: 1 - WV A: 1 - FW F: 1 - BL: 4 - FDP: 1 - CDU: 2 - AfD: 4 | Wahlbeteiligung                     | 72,8 %  | 72,8 % | 66,7 % | 66,7 % | 50,8 % | 50,8 % |
| Stadtrat ab 2024Insgesamt 16 Sitze - BSW: 2 - Grüne: 1 - WV A: 1 - FW F: 1 - BL: 4 - FDP: 1 - CDU: 2 - AfD: 4 | Insgesamt                           | 100 %   | 16     | 100 %  | 16     | 100 %  | 16     |

### Bürgermeister
- 1992–2013: Uwe Herrmann (parteilos)[45]
- 2013–2020: Volker Zocher (parteilos)[46]
- seit 2020: Anna-Luise-Conrad (parteilos)

Conrad wurde in der Bürgermeisterwahl am 19. Januar 2020 mit 52,4 % der gültigen Stimmen für eine Amtszeit von sieben Jahren gewählt.
| Wahl | Bürgermeister     | Vorschlag | Wahlergebnis (in %) |
| ---- | ----------------- | --------- | ------------------- |
| 2020 | Anna-Luise Conrad | CDU       | 52,4                |
| 2013 | Volker Zocher     | Zocher    | 52,3                |
| 2008 | Uwe Herrmann      | Herrmann  | 97,6                |
| 2001 | Uwe Herrmann      | Herrmann  | 84,3                |

### Wappen
Blasonierung: In Rot eine durchgehende sieben zinnige silberne Mauer mit offenem Durchgang und aufsitzenden eckgestellten Turm mit je zwei offenen Fenstern an seinen Seiten und Spitzdach und goldenem Reichsapfel als Knauf.

## Sehenswürdigkeiten
- Stadtkirche zu Naunhof (um 1500 erbaut, umfassende Erneuerungen in der ersten Hälfte des 18. Jahrhunderts, historische Ladegastorgel, erbaut durch den mitteldeutschen Orgelbaumeister Friedrich Ladegast)
- Dorfkirche St. Petri Albrechtshain (1382 erstmals erwähnt, 1846 grundlegend erneuert)
- Radfahrerkirche Erdmannshain (um 1200 erbaut, später überformt und umgebaut)
- Katholische Kirche Zum Guten Hirten (erbaut 2002)
- Turmuhrenmuseum Naunhof (1995 eröffnet)[49]
- Schlossmühle Naunhof (1515 erbaut, im 17. Jahrhundert ihre heutige Gestalt erhaltend, um 1800 erweitert)
- Rittergut Ammelshain (1531 erstmals urkundlich erwähnt, Schloss 1723 erbaut, Torhaus 1788 erbaut)[50]
- Altes Kranwerk (sächsisches Industriedenkmal – historische Fabrikanlage für Kräne, 2008 als Kulturzentrum wiedereröffnet)[51][52]
- Waldbad an der Parthe (1934 eröffnet)[32]
- Siehe auch: Liste der Kulturdenkmale in Naunhof
- Siehe auch: Liste der Naturdenkmale in Naunhof

Das Museum für historische Bürotechnik ist seit März 2024 geschlossen. 

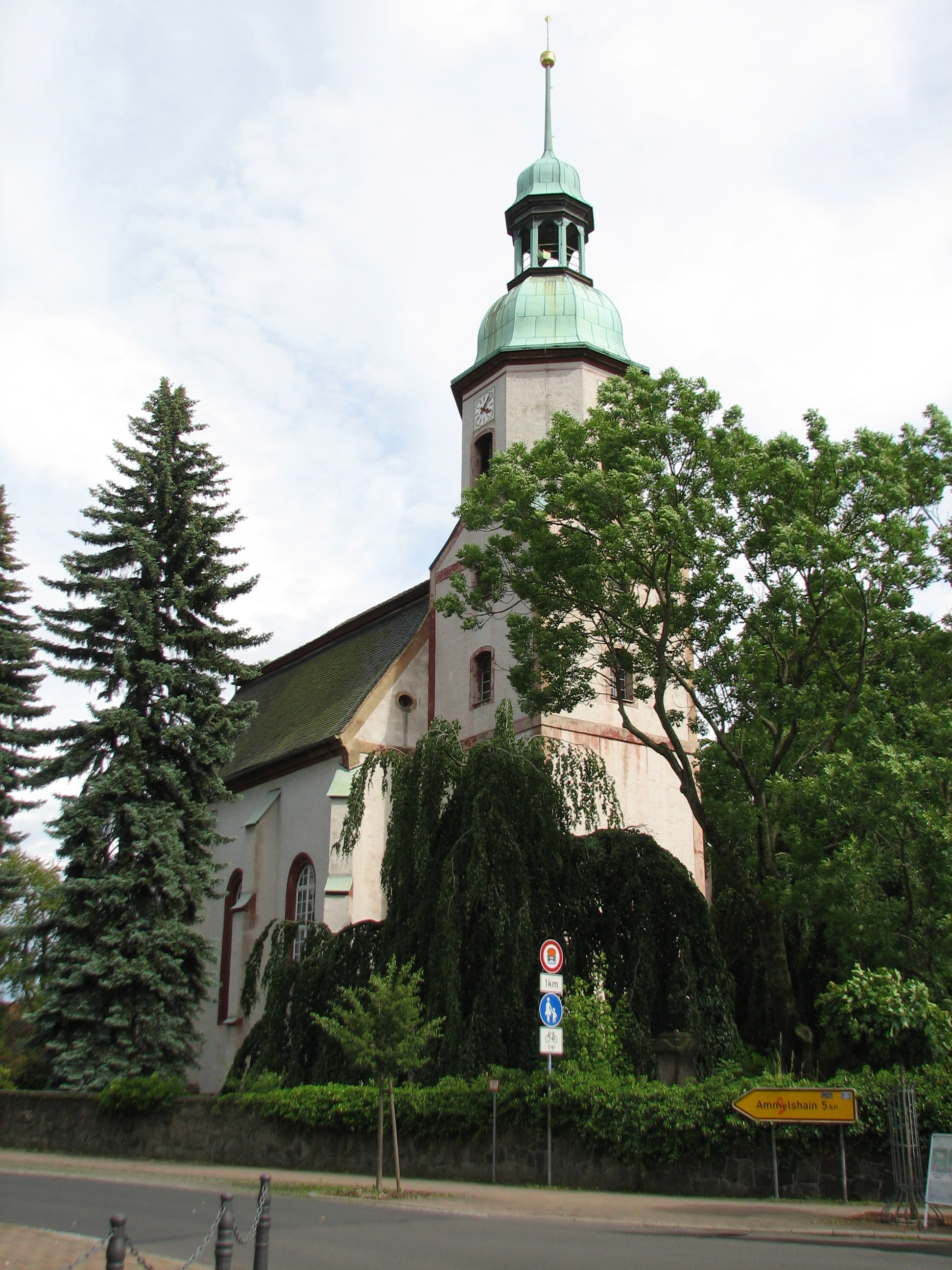
Stadtkirche Naunhof
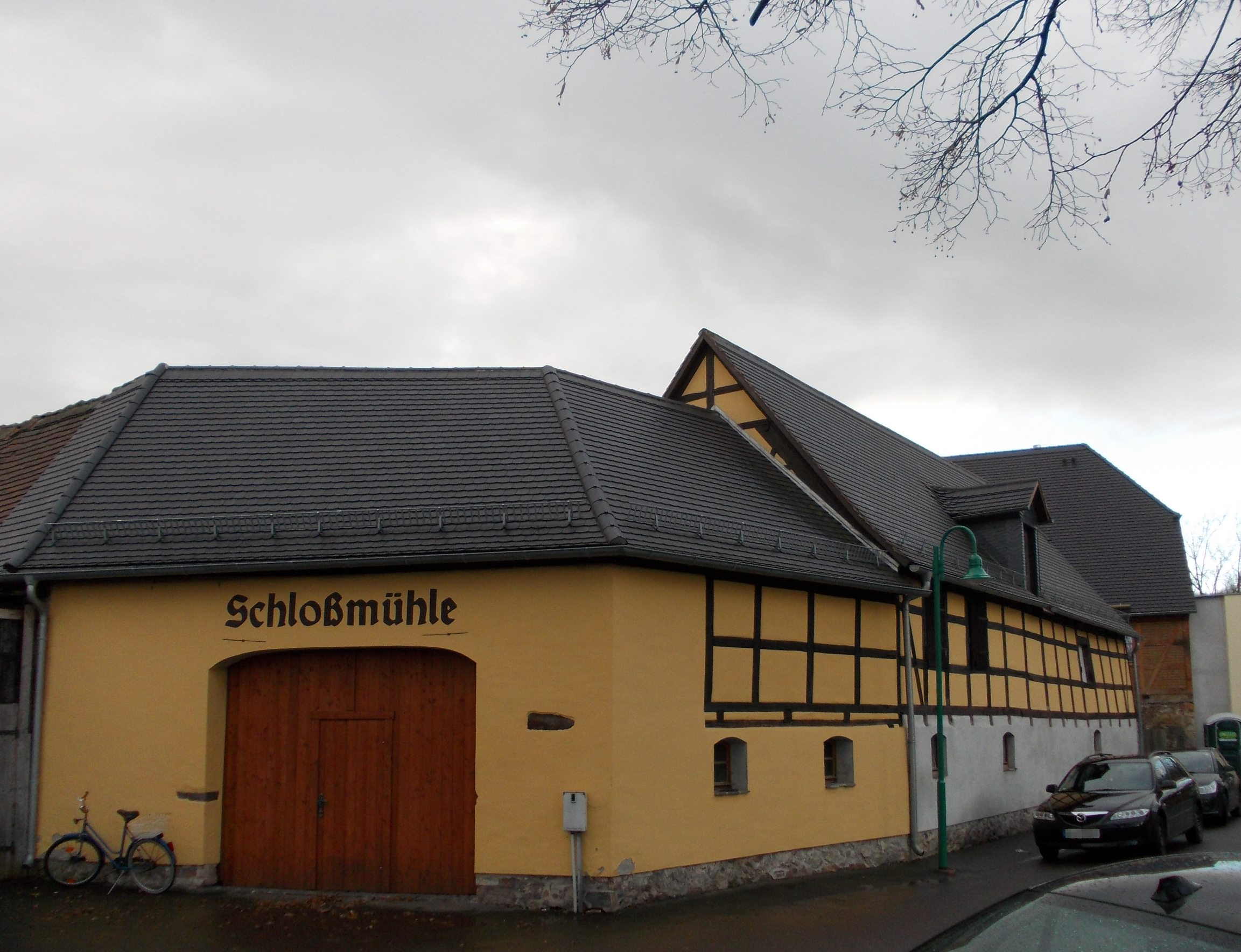
Schlossmühle
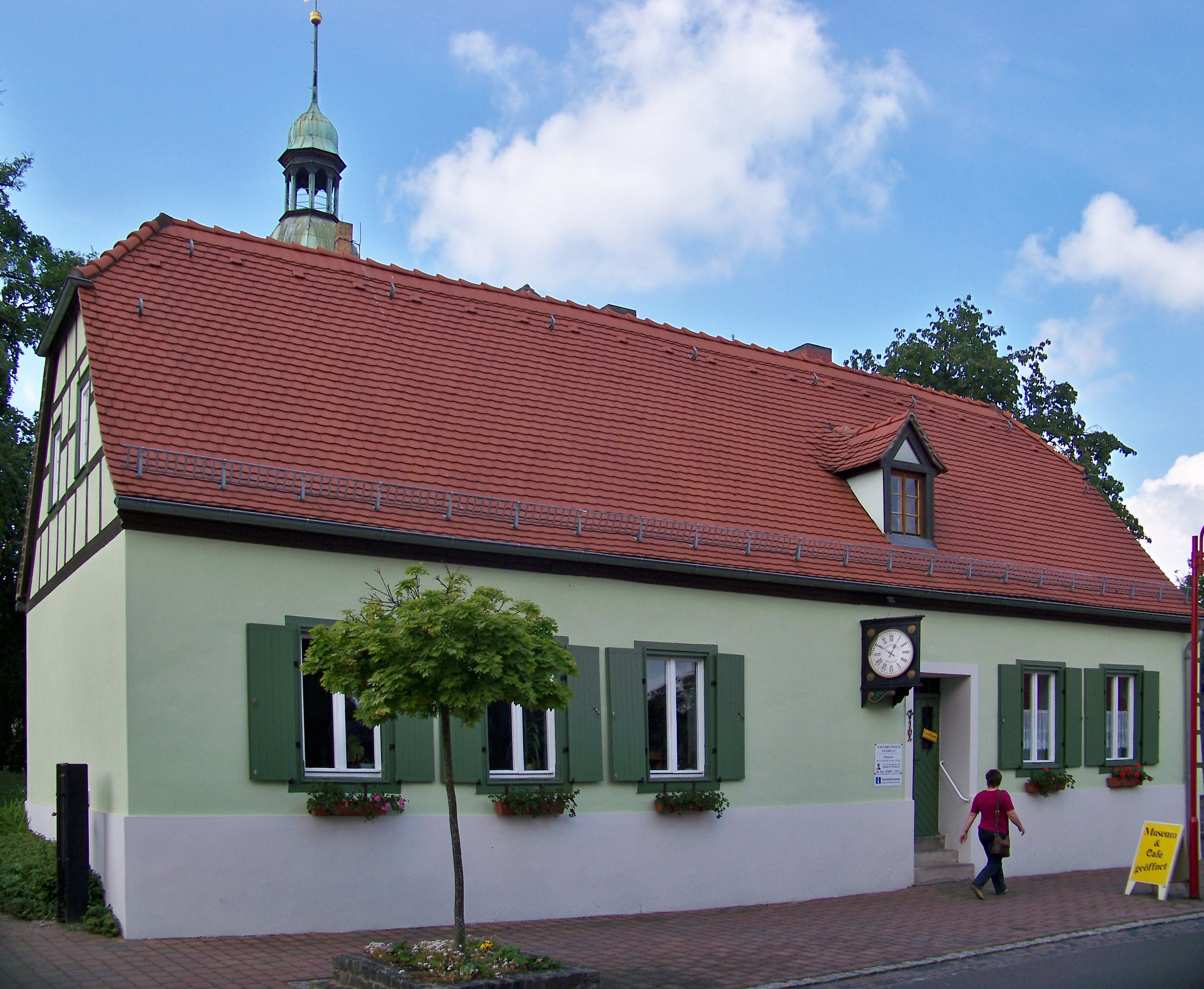
Uhrenmuseum
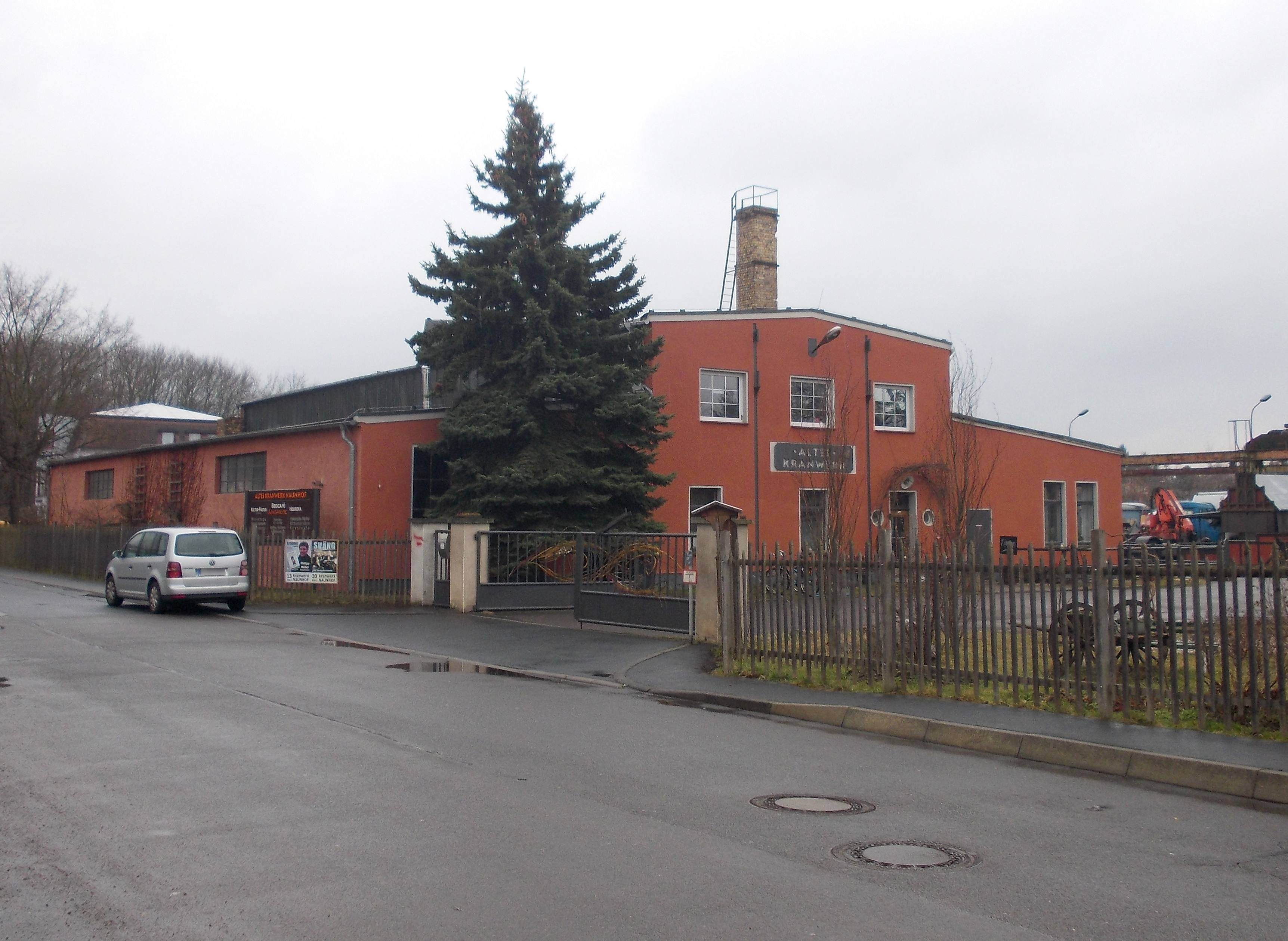
Altes Kranwerk – Freies Kulturhaus
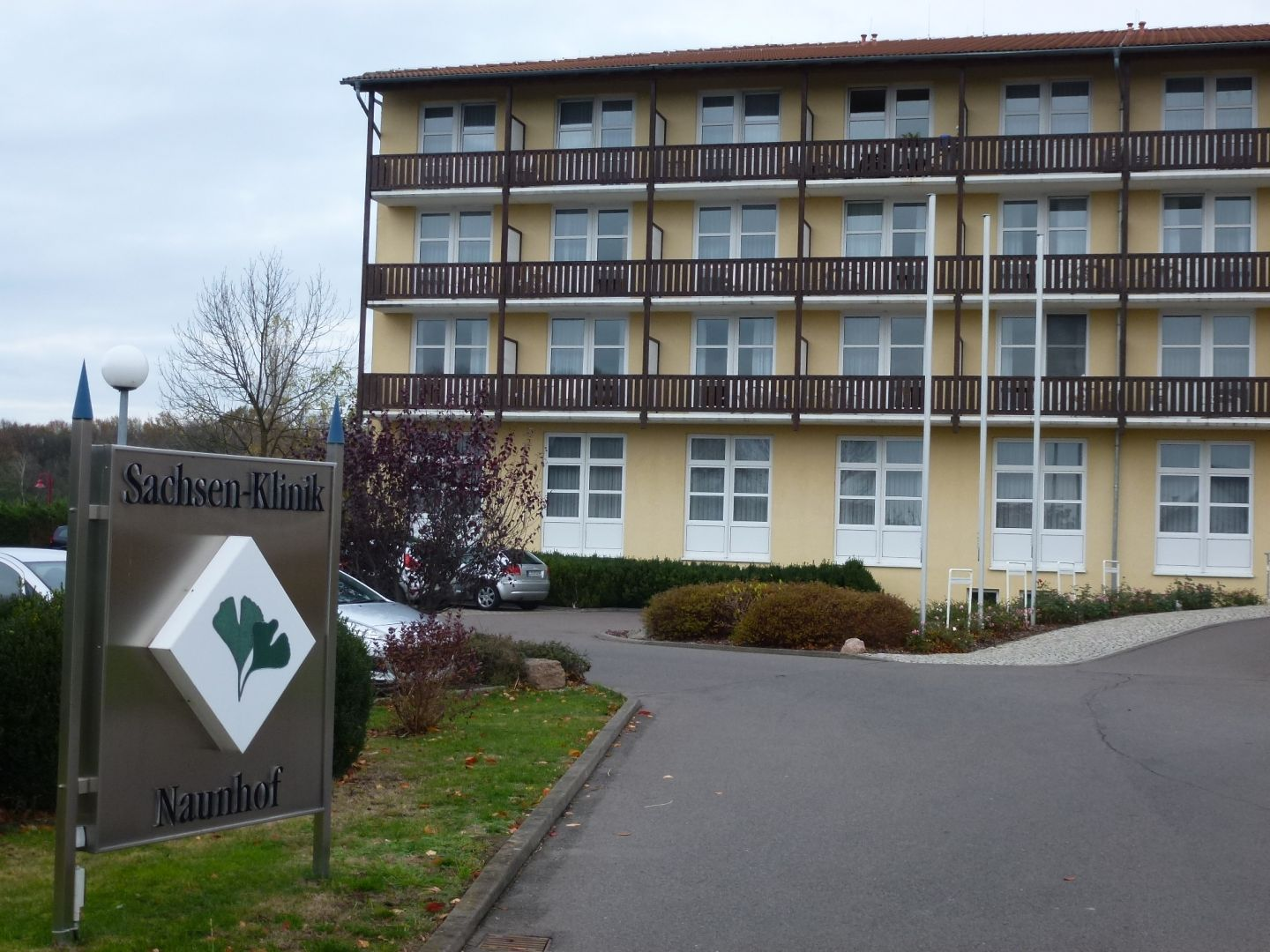
Sachsen-Klinik

## Wirtschaft und Infrastruktur

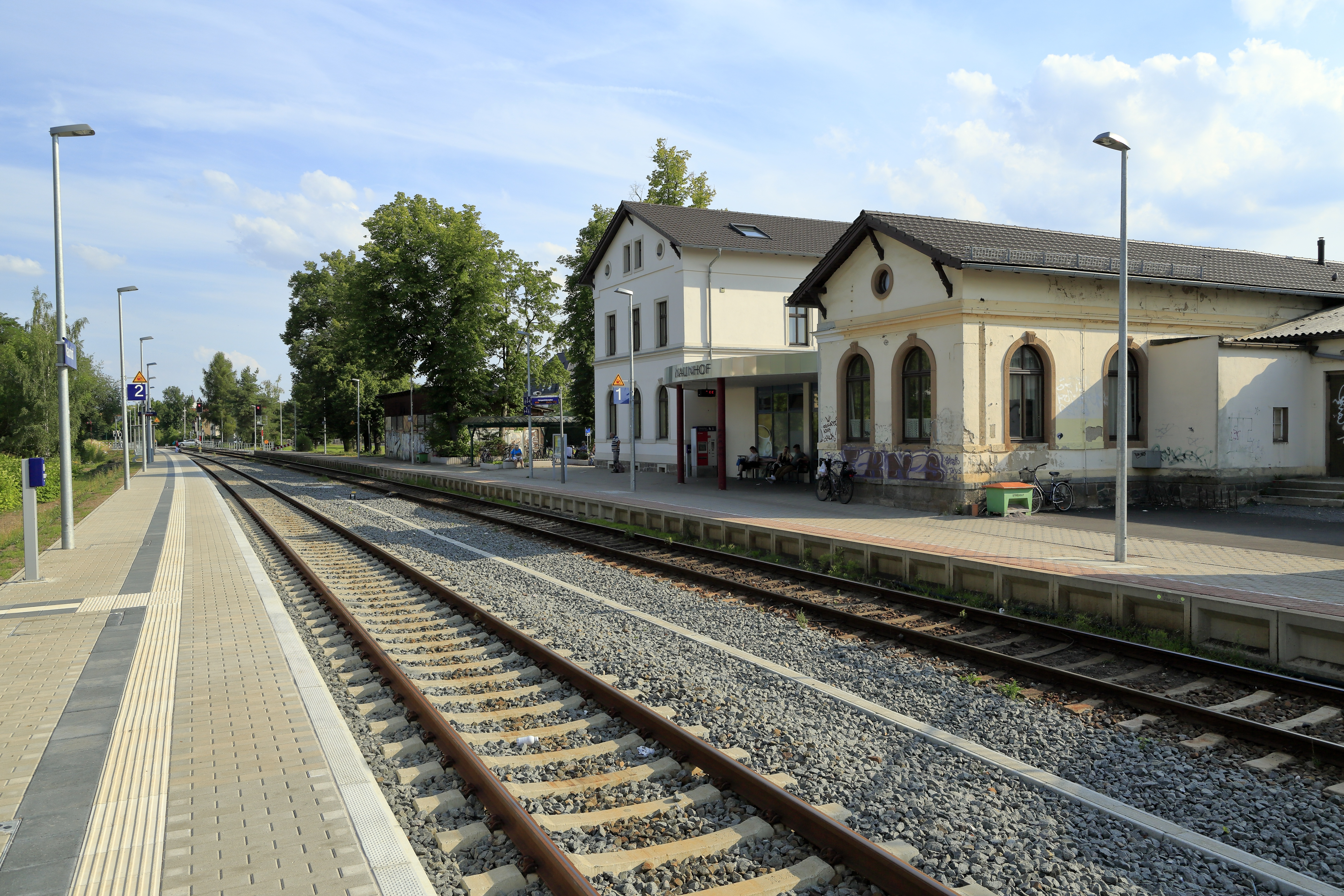
Bahnhof Naunhof (2014)

### Wirtschaft
Die Sachsen-Klinik Naunhof in Erdmannshain ist eine 1995 erbaute Rehabilitationsklinik für Erkrankungen des Stütz- und Bewegungsapparates.
Am Rand der Stadt Naunhof befinden sich zwei Groß-Wasserwerke, die Teile der Region Leipzig mit Trinkwasser versorgen.

### Verkehr
Naunhof verfügt über einen Bahnhof an der Bahnstrecke Borsdorf–Coswig, der von der Regionalbahnlinie RB 110 (Leipzig–Döbeln) bedient wird.
Die Autobahnanschlussstelle Naunhof an der A 14 ist etwa 3 km entfernt. Seit August 2006 befindet sich in der Nähe von Naunhof das Autobahndreieck Parthenaue. Dort endet die A 38 und stößt auf die A 14.

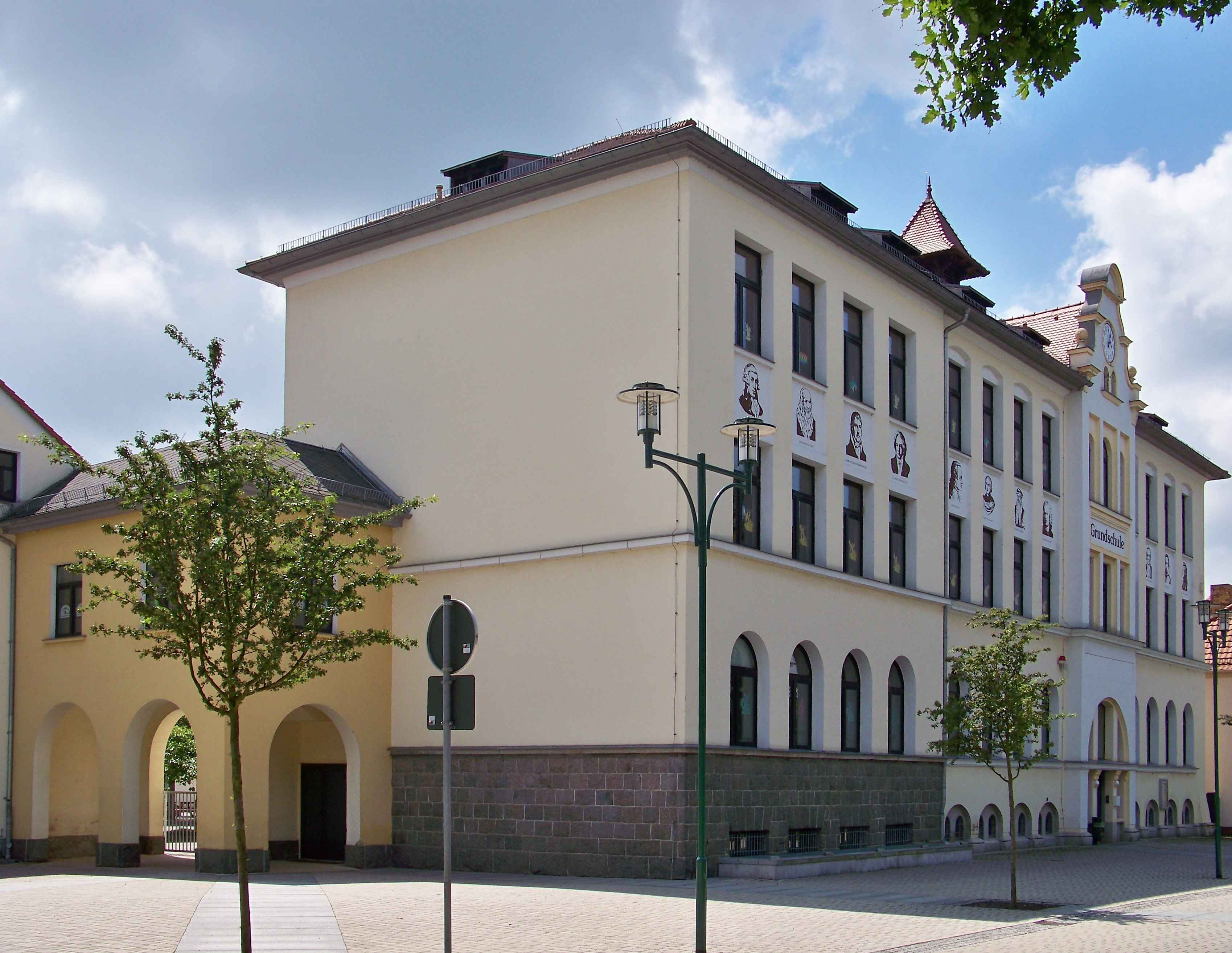
Grundschule

### Schulen
In Naunhof gibt es eine Grund- und eine Oberschule sowie ein Freies Gymnasium. Das Freizeit- und Bildungszentrum Grillensee wird von Schulen für Klassenfahrten genutzt.

## Persönlichkeiten

### Ehrenbürger
- 1933: Martin Mutschmann, Reichsstatthalter[55] (Ehrenbürgerschaft spätestens 1947 durch Tod erloschen).

### Söhne und Töchter der Stadt
- Ludolf Colditz (1847–1909), Unternehmer
- Paul Horst-Schulze (1876–1937), Maler und Grafiker
- Hermann Senf (1878–1979), Architekt
- Robert Grötzsch (1882–1946), Kinderbuchautor
- Franz Gaudeck (1889–1946), Maler und Grafiker, in Lindhardt geboren
- Ernst Knebel (1892–1945), Generalmajor der Wehrmacht
- Alfred Richter (1900–1980), Maler und Grafiker
- Hans Thieme (1906–2000), Jurist und Hochschullehrer
- Rudolf Scheibe (1918–2002), Maler und Bildhauer
- Fritz Meißner (1920–2004), Kinderchirurg
- Dorothea Dausch-Neumann (1921–2013), Zahnärztin und Hochschullehrerin
- Wolfgang Gampe (1928–1999), Agrarwissenschaftler
- Gerhard Schmidt (* 1935), Politiker (DBD), in Erdmannshain geboren
- Klaus Wolf (* 1938), Politiker (CDU der DDR), in Fuchshain geboren
- Manfred Kolbe (* 1953), Politiker (CDU)

### Mit Naunhof verbundene Persönlichkeiten
- Christoph Gottfried Ungibauer (1701–1758), Pfarrer in Naunhof, Förderer des Kartoffelanbaus
- Ernst Schwerdtner (1845–1923), Direktor des königlich sächsischen Lehrerseminars in Annaberg, lebte in Naunhof
- Hugo Rösch (1861–1933), Verleger, lebte in Naunhof
- Rudolf Götze (1863–1920), Nervenarzt, Leiter der Nervenheilstätte Naunhof
- Fritz Georg Dietrich (1870–1938), Schriftsteller, lebte in Naunhof
- Ludwig Külz (1875–1938), Tropenmediziner, lebte und starb in Erdmannshain
- Albert Major (1878–1957), Maler und Grafiker, lebte in Naunhof
- Leopold Weninger (1879–1940), Architekt, lebte in Naunhof
- Bettina Schieferdecker (* 1968), Geräteturnerin, Ärztin, lebt in Naunhof